# Palacio Piria (Ensenada)
El Palacio Piria es una antigua residencia palaciega de estilo italiano de principios del siglo XX, ubicada en la localidad de Punta Lara, Argentina.

## Ubicación
Está ubicada en Camino Costanero Almirante Brown entre la calle 26 y la calle 40, al sureste de la localidad de Punta Lara, partido de Ensenada, provincia de Buenos Aires, en Argentina. Originalmente la propiedad ocupaba 4887 hectáreas, muchas de las cuales actualmente están urbanizadas.

## Historia

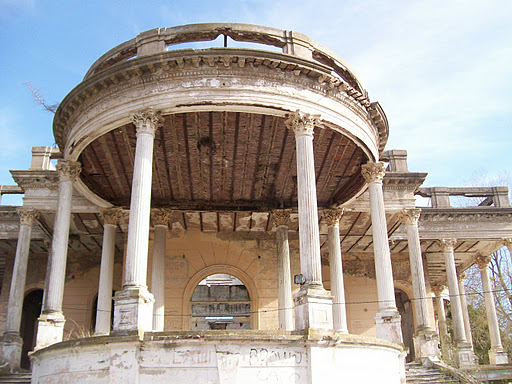

Luis Castells y Sivilla, nacido en 1858 en el seno de una distinguida familia catalana, había llegado a instalarse en Argentina en 1882, cuando rondaba los 30 años de edad. Prontamente se acomodó entre la alta aristocracia de la política de la denominada "generación del 80", dada su fama de buen emprendedor y símbolo de la actividad bursátil. Tal es así que en 1884 ya se había emparentado con el ex Ministro de Hacienda Francisco Uriburu. Con este, su flamante suegro, comenzaron pronto prometedoras empresas y así es que por esos años, adquiere una Estancia en Punta Lara con la idea de invertir esas tierras para la ganadería y la cría de equinos pura sangre. 
Habiendo fundado en 1887 a poco de allí junto a Uriburu la localidad de Villa Elisa en honor a su esposa, Elisa Uriburu, pronto la alta sociedad comenzó a apreciar las virtudes para el veraneo de esos lares a la vera del Río de La Plata, por entonces de arenas blancas, y a construir suntuosos palacios a tales fines. Es así que para 1890 Luis Castells y Sivilla comienza a proyectar la construcción de este suntuoso palacio directamente frente al río y con playa privada, donde la alta sociedad tuviera la oportunidad de coronar sus actividades sociales de verano, entre brindis y miriñaques. 
No hay muchos datos concretos sobre su realización, pero popularmente se cuenta que reuniendo varias imágenes de planos europeos fue Luis Castells y Sivilla quien lo ideó y encargó su construcción. Sin embargo, no pudo ser testigo de su sueño concretado, pues muere antes de verlo realizado en 1897, a la temprana edad de 43 años, preso de las penurias que le había traído la Crisis del '90. 
Finalmente el palacio sería finalizado por su único hijo varón, Luis Castells Uriburu, entre 1907 y 1910, quedando inaugurado para los festejos del centenario de la Revolución de Mayo. Desde entonces recibió en sus salones a destacadas figuras de la aristocracia como el presidente Julio Argentino Roca, quien mantenía una estrecha relación con Francisco Uriburu, abuelo de Luis Castells Uriburu. De esta forma, Luis Castells Uriburu termina emparentándose en 1912 con Josefina Eloísa Roca Funes, hija misma de Julio A. Roca, continuando a la tradición familiar de unir familias de poder y alto rango económico. Sus fachadas fueron revestidas en símil piedra.
En 1925, lo adquiere empresario y alquimista uruguayo Francisco Piria con el propósito de transformar la zona en un importante balneario. Cuando se mudó introdujo en el palacio algunos cambios, incluyendo una conexión con el ferrocarril de La Plata. Las habitaciones del primer piso fueron revestidas con madera tallada por artistas uruguayos y en el “Salón de los Espejos”, sala central de la casa adornada con espejos biselados, cambió los herrajes por otros de bronce trabajados a mano. Vivió ahí hasta inicios de los años ´30, cuando al no poder concretar su objetivo por culpa de las trabas burocráticas que le ponían, regresa a su país donde al tiempo muere, siendo este uno de los pocos proyectos que Francisco Piria no llegó a materializar. Parte del legado de Francisco Piria quedó documentado en el largometraje argentino Ciudadano Piria, estrenado en 2014.
En 1947, el Palacio y 141 hectáreas que lo rodean pasan a manos del Gobierno Provincial por donación de Piria para uso residencial de los gobernadores. Si bien luego de un litigio con la familia de Piria por la sucesión, que derivó en sus primeros casi 10 años de abandono, quedó en manos de la provincia, la idea del Palacio de Gobernadores no se llevó a cabo. Luego de que durante el gobierno de Perón algunas de sus tierras fueran repartidas, el ya popularmente mencionado como Palacio Piria pasó a tener diversos y esporádicos usos. Lo que más se destaca por haberlo sido muchos años y por la afectiva memoria de la gente ante este recuerdo, del que muchos hoy son aquellos pequeños protagonistas ya crecidos, es su función como colonia de vacaciones y asilo para niños huérfanos. También tuvieron allí lugar varias dependencias del estado y un club de abuelos, entre otras cosas.
Entre 1995 y 2002, el edificio ya abandonado sufrió una serie de vandalismos que terminaron por deteriorarlo. En 2002, a través de la Ley Provincial 12.955 pasó a formar parte del Patrimonio Cultural de la Provincia de Buenos Aires y fue declarado Monumento Histórico.
Sin embargo, al haber sido víctima del saqueo de piezas estructurales importantes y tras el paso del tiempo abandonado, la construcción se encuentra en avanzado estado de deterioro, a pesar del amor incondicional que le tienen los vecinos de la región y de los múltiples proyectos que hubo siempre para consolidarlo como un centro de crecimiento para Punta Lara. Gran parte de su interior se ha ido cayendo, quedando principalmente las paredes exteriores y sus 40 columnas en mejor estado que el resto, frágil y al borde del colapso. Toda la zona que rodea la casa fue vallada para evitar posibles accidentes.
Durante un tiempo el palacio fue cedido a la Municipalidad de Ensenada quien tuvo la intención de recuperarlo, aunque tuvo luego que devolverlo a la Provincia sin llegar a iniciar acciones.
En 2011 la ONG Casa Española de Mujeres (CEM) junto al patrimonialista local Ezequiel Aldazábal, comenzaron arduas gestiones para restaurar el Palacio, llegando a conseguirse apoyos importantes y con ellos los fondos requeridos. Sin embargo, el proyecto quedó encajonado dos años por la Legislatura Provincial de Buenos Aires, siendo que de la misma Provincia dependía su salvaguarda. Tras esto, la CEM finalmente decidió retirarse. Sin darse por vencido, Aldazábal reunió un nuevo grupo de colaboradores encabezado por las arquitectas Marcela Nacarate y Mariela Amor, formalizando el nuevo equipo bajo el nombre de "Recuperación del Palacio Piria". En los años siguientes, este grupo consiguió recuperar la historia del palacio y el de su grandioso valor para la comunidad a partir de testimonios orales y aportes fotográficos que fueron llegando a su página de Facebook, a la par que avanzaron en la creación de un proyecto para su recuperación, agudizando las gestiones. Desde entonces vienen dando visitas guiadas gratuitas, charlas, entrevistas y realizando exposiciones como campaña de visibilización ante su estado crítico, con la intención de lograr interesar a las autoridades pertinentes antes de que termine por derrumbarse. En el año 2015 presentaron la propuesta ante el Congreso de Historia de los Pueblos. En el 2019, lo lograron promover a nivel nacional en el marco del Día de los Monumentos y Sitios Históricos. En 2023, llegaron a formalizar un acuerdo de mutua colaboración con sus pares de Uruguay del grupo "Piria a UNESCO". Entre las últimas acciones de este grupo, destaca el arribo de un grupo de especialistas que estuvieron haciendo evaluaciones estructurales para su apuntalamiento y consolidación.